# Powatan
Powatan (zm. 1618) – wódz północnoamerykańskich Indian z plemienia Paspegów z wioski Werocomoco, syn Namontacka. Jedna z żon Powatana, Helewa, była matką Pocahontas. Zmarł w wieku ok. 70 lat, mając ponoć 87 dzieci.

## Życiorys
Ojciec Powatana na drodze podbojów podporządkował sobie inne plemiona tworząc z nich luźną federację, na czele której stał. Powatan kontynuował politykę ekspansji, podporządkowując swojej władzy ponad trzydzieści plemion oraz opanowując rozległe terytorium na obszarze sięgającym na północy po zatokę Chesapeake w dzisiejszym stanie Maryland, a na południe po zatokę Albemarle Sound w dzisiejszym stanie Karolina Północna. Na zachodzie granica jego władztwa sięgała rzeki Rappanhanock. Ogólnie władza Powatana rozciągała się na blisko dwieście wiosek, zamieszkałych przez dziewięć tysięcy ludzi.
W 1607 roku Anglicy założyli osadę Jamestown. Powatan początkowo starał się utrzymywać poprawne stosunki z Europejczykami, jednak stopniowo zaczynały narastać napięcia, a nawet dochodziło do lokalnych starć. Zasadnicza poprawa nastąpiła po ślubie córki Powatana - Pocahontas z angielskim kolonistą Johnem Rolfe’em. Zawarto wówczas pokój pomiędzy Indianami a kolonistami. Jednak po śmierci Powatana, jego przyrodni brat Opchanacanough rozpoczął ponownie wojnę z Anglikami.